# هجوم مضاد للتبغ

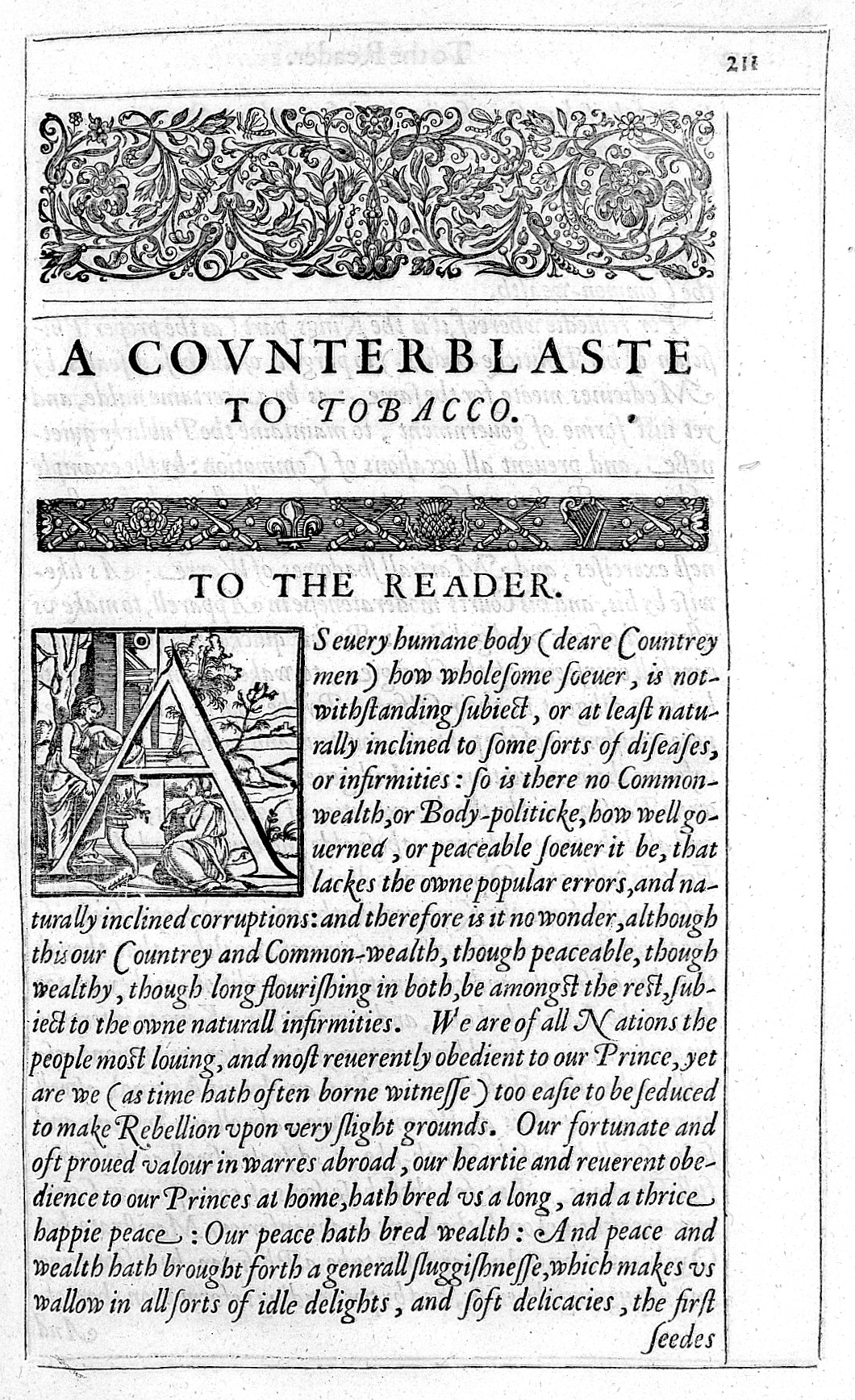

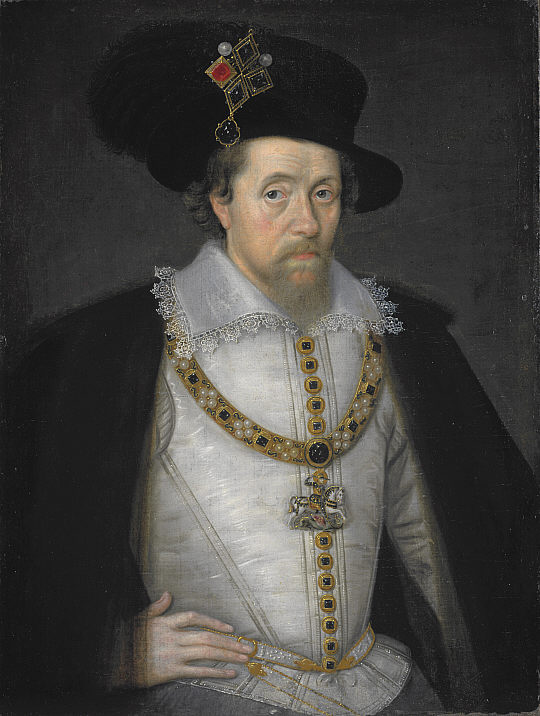

هجوم مضاد للتبغ (A counterblaste to Tobacco ) هي أطروحة كتبها الملك جيمس السادس ملك اسكتلندا والملك الأول ملك إنجلترا عام 1604، والتي أعرب فيها عن نفوره من التبغ، وخاصة تدخين التبغ. وعلى هذا النحو، فهي واحدة من أقدم المنشورات المناهضة للتبغ.

## الأسلوب والمحتوى
وهذه المقالة مكتوب باللغة الإنجليزية الحديثة المبكرة ويشير جيمس السادس فيها إلى النظريات الطبية في ذلك الوقت (مثل الأخلاط الأربعة). وفي مقالته ، يلوم جيمس السادس الأمريكيين الأصليين على جلب التبغ إلى أوروبا، ويشكو من التدخين السلبي، ويحذر من المخاطر على الرئتين، وينتقد رائحة التبغ باعتبارها "كريهة للأنف".

## آثار وتراث
أدى كره جيمس للتبغ إلى قيامه في عام 1604  بالسماح لتوماس ساكفيل، إيرل دورست الأول.  (Thomas Sackville, 1st Earl of Dorset) بفرض ضريبة الإنتاج والتعريفة الجمركية البالغة ستة شلنات وثمانية بنسات لكل رطل من التبغ المستورد، أو جنيه إسترليني واحد لكل ثلاثة جنيهات. مبلغ كبير من المال في ذلك الوقت.
بسبب استمرار ارتفاع الطلب على التبغ في إنجلترا والآثار السلبية على اقتصادات المستعمرات الأمريكية، أنشأ الملك في عام 1624 احتكارًا ملكيًا للمحصول. وبعد مرور 150 عامًا، يستشهد الفيلسوف البريطاني جيريمي بينثام بكتاب "هجوم مضاد للتبغ" كمثال على الكراهية الجامحة.

## [2]اقتباس
ألا تشعر إذن بالخجل، وتمتنع عن هذه الحداثة القذرة، التي تقوم على أسس وضيعة، والتي تم قبولها بحماقة وأخطأت بشكل فادح في الاستخدام الصحيح لها؟ بإساءة استخدامكم لهذا فإنكم تخطئون ضد الله، وتؤذون أنفسكم بالأشخاص والممتلكات، وتسببون بذلك أيضًا علامات وعلامات الغرور فيكم: من خلال عاداتكم في أن تجعلوا أنفسكم موضع تعجب من جميع الأمم المدنية، ومن قبل الجميع. الغرباء الذين يدخلون بينكم للاحتقار والازدراء. إنه كريه للعين، ومكروه للأنف، ومضر للدماغ، وخطير على الرئتين، وفي الدخان الأسود المنبعث منه، يشبه إلى حد كبير دخان ستيجيا الرهيب من الحفرة التي لا قاع لها.
— جيمس 1604 